# Synodus synodus
Anoli commun, Poisson-lézard de l'Atlantique, Anoli grêle, Anoli nuageux
Espèce
Statut de conservation UICN

 LC 29 janvier 2013 : Préoccupation mineure
Synonymes
- Esox synodus Linnaeus, 1758
- Saurus atlanticus Johnson, 1863
- Saurus meleagrides Valenciennes, 1834
- Saurus synodus (Linnaeus, 1758)
- Synodus atlanticus (Johnson, 1863)
- Synodus fasciatus Lacepède, 1803
- Synodus meleagrides (Valenciennes, 1834)
- Synodus nicholsi Breder, 1927
- Synodus synodus atlanticus (Johnson, 1863)

Synodus synodus, l’Anoli commun, Poisson-lézard de l'Atlantique, Anoli grêle ou encore Anoli nuageux, est une espèce de poissons téléostéens de la famille des Synodontidae.

## Systématique
L'espèce Synodus synodus a été décrite pour la première fois en 1758 par Carl von Linné.

### Synonymie
Selon Catalogue of Life 
- Esox synodus Linnaeus, 1758
- Saurus atlanticus Johnson, 1863
- Saurus meleagrides Valenciennes, 1834
- Saurus synodus (Linnaeus, 1758)
- Synodus atlanticus (Johnson, 1863)
- Synodus fasciatus Lacepède, 1803
- Synodus meleagrides (Valenciennes, 1834)
- Synodus nicholsi Breder, 1927
- Synodus synodus atlanticus (Johnson, 1863)

## Description
Synodus synodus possède un corps allongé d'environ 20 cm, bien que certains spécimens puissent atteindre 43 cm.
Tête effilée et aplatie comme celle d'un lézard. La bouche est inclinée vers le haut et les yeux sont disposés sur la face supérieure de la tête, caractéristique des espèces qui s'enfouissent partiellement.

## Distribution
Cette espèce se croise dans l’océan Atlantique, plus particulièrement au large des côtes du Maroc, de la Mauritanie, des côtes est des Caraïbes, du Brésil, de la Guyane, du Suriname et de la Floride, à des profondeurs variant généralement de 2 à 35 m bien qu'elle puisse être retrouvée de 1 à 295 m de fond .

## Comportement

### Prédateurs
Synodus synodus est surtout la proie de poissons plus gros que lui, notamment les requins et les raies, comme le Requin nourrice, le Requin-citron, le Requin de récif, le Requin aiguille antillais, le Chien de mer marbré et la Raie léopard.
Il est également la proie de la Thonine commune et du Thon blanc.

### Parasites
Synodus synodus est parfois victime de parasites isopodes comme Nerocila armata.

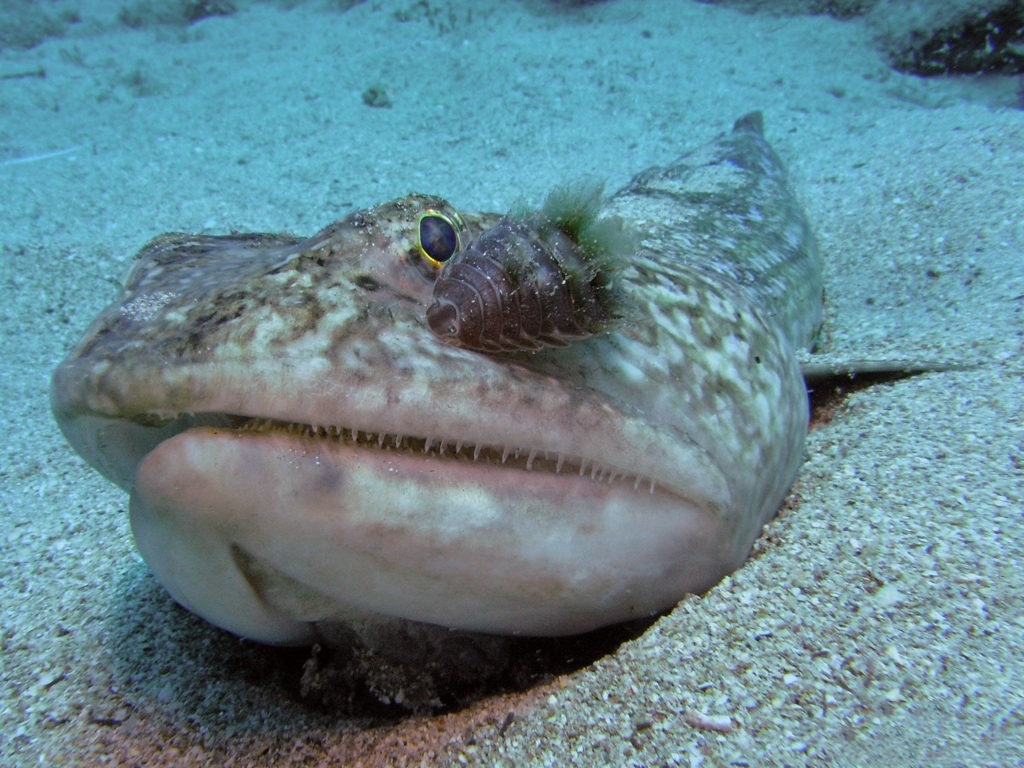
Nerocila armata, sous l’œil, parasitant un spécimen de Synodus synodus.

## Écologie et environnement
Contrairement à la plupart des autres poissons du genre Synodus, Synodus synodus ne s'enfouit que rarement dans le sable, mais reste couché à plat sur le plancher océanique, avec une préférence pour les surfaces de galets.
À l'éclosion, les individus sont pratiquement transparents, et seules les taches noires présentes le long du corps de l'adulte sont déjà visibles.

## Publication originale
- (la) Carl von Linné et Lars Salvius, Systema Naturae : Per Regna Tria Naturae, Secundum Classes, Ordines, Genera, Species, Cum Characteribus, Differentiis, Synonymis, Locis. Tomus II. Editio decima, reformata. Laurentii Salvii, Holmiae., vol. 2, 1759, 824 p. (lire en ligne).